# HP-35

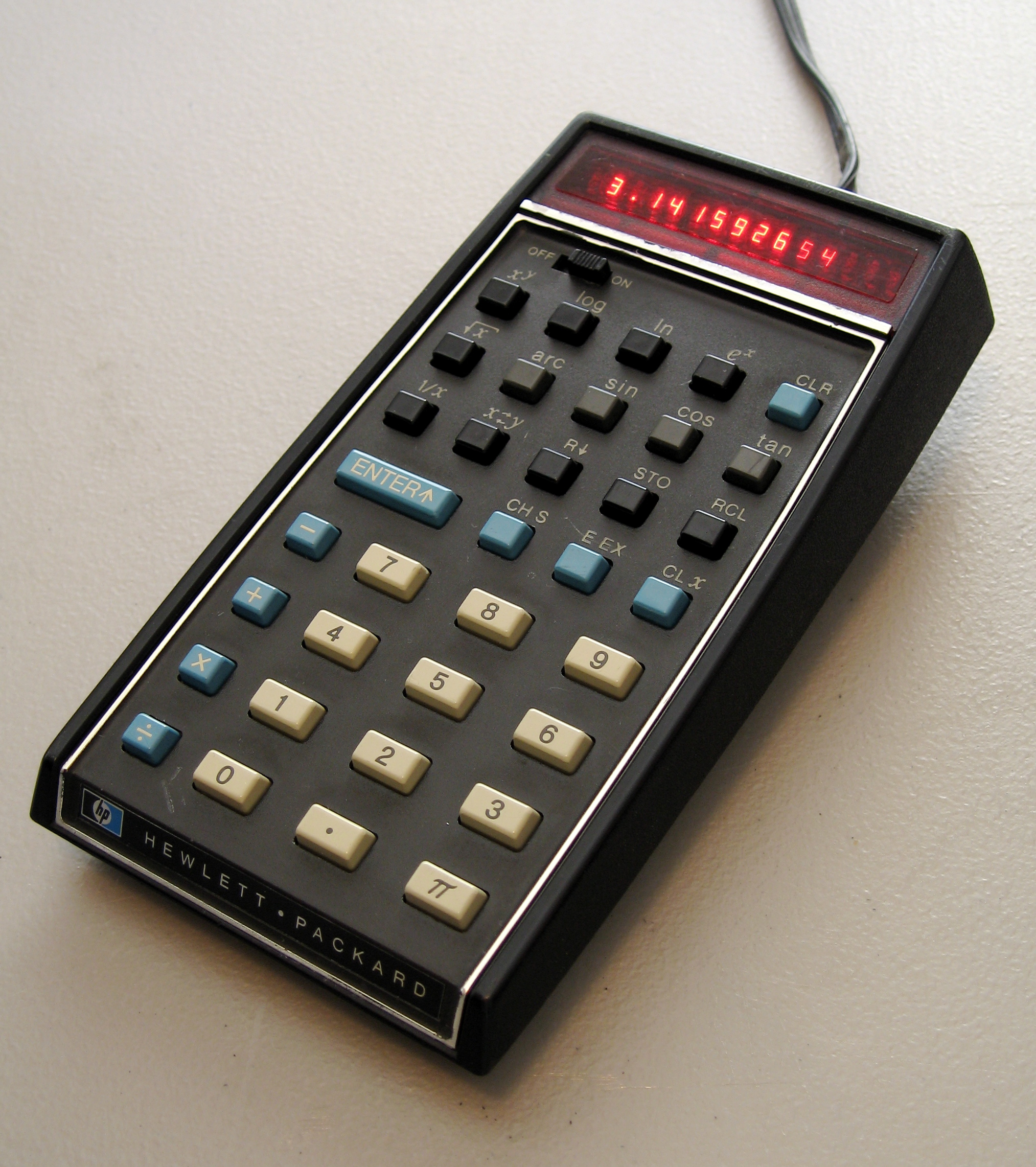
HP-35

HP-35 は、ヒューレット・パッカード (HP) 初のポケット電卓であり、世界初の「ポケットに入る関数電卓」である。HPの他の電卓と同様、逆ポーランド記法を採用している。発売当時の価格はアメリカで395ドルであり、1972年から1975年まで販売された。
当時の市場調査では、ポケット電卓の市場は皆無だった。しかし、HP創業者の1人ウィリアム・ヒューレットは「ポケットサイズのHP-9100A（卓上型の科学技術計算用電卓）」の開発を始め、市場調査が間違いだったことを証明した。最初の数か月間の注文はHPの予測を超えていた。HP-35 以前には、三角関数や指数関数を計算する携帯可能なツールとしては計算尺しかなく、既存のポケット電卓は四則演算しかできなかった。当初は単に "The Calculator" と呼ばれていたが、キーが35個あることからヒューレットが "HP-35" と名づけた。
最初の1年間で10万台の売り上げを記録し、約3年半の期間で30万台を売り上げた。HP-35 の登場とテキサス・インスツルメンツが同様の電卓をリリースしたことによって、計算尺は急速に廃れていった。
2007年7月12日、HPは HP-35 リリース35周年を記念して HP 35s をリリースした。

## 詳細

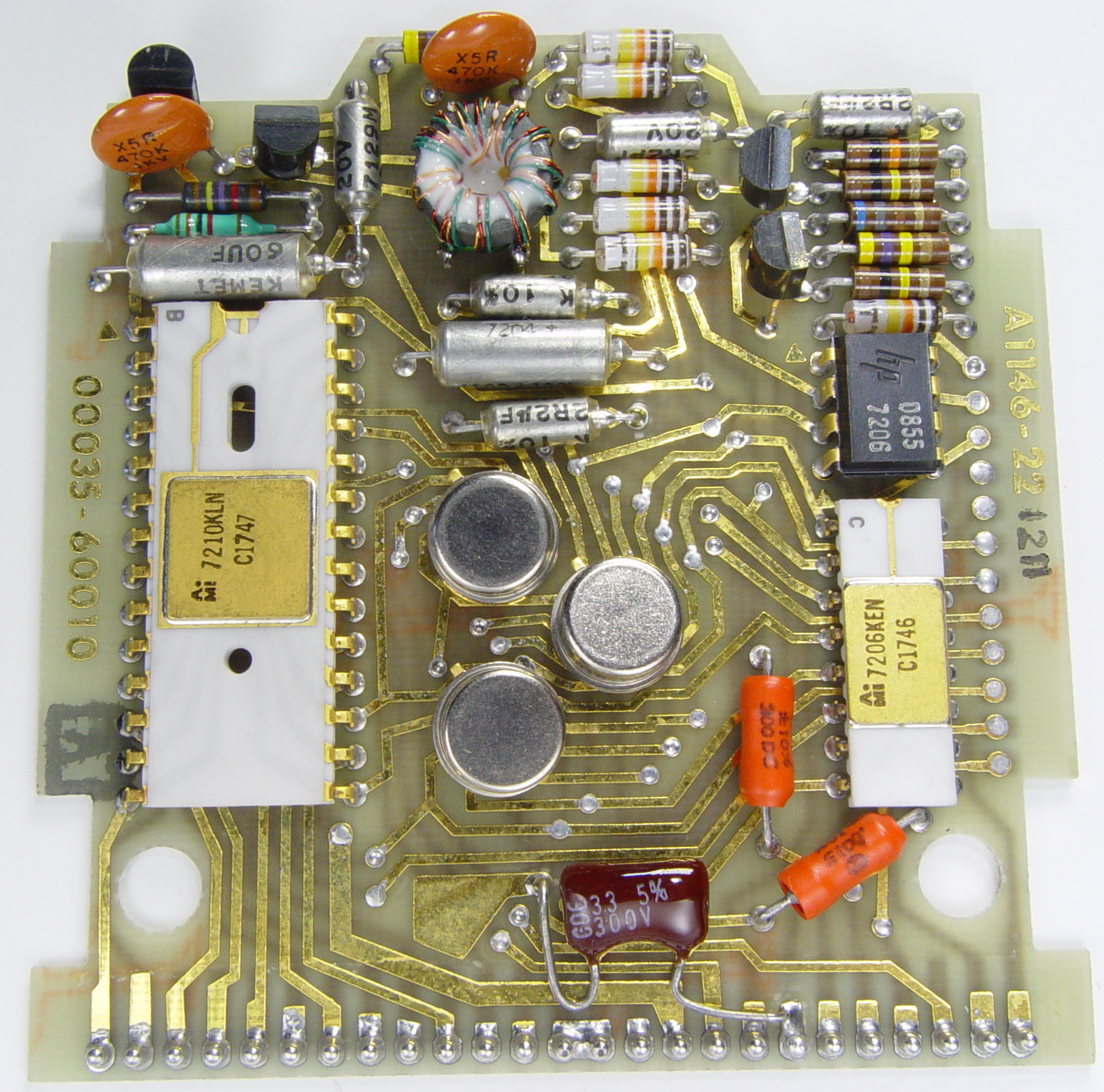
HP-35の主基板

通常の十進表示も可能だが、自動的に指数表記に切り替え表示することができる。15桁のLEDディスプレイは、仮数部を10桁、指数部を2桁表示し、さらに小数点と仮数/指数それぞれの符号とを表示する。数字全体を一度に点灯させるのではなく、一度に1つのセグメントを点灯させるユニークな方式を採用している。これは、HPの研究によって、人間の目から見て同じ電力でより明るく感じる方式として開発されたものである。
バッテリーは、独自のバッテリーパックを使い、その中身は単3形ニッケル・カドミウム蓄電池が3本入っている。既にバッテリーパックは販売されていないため、現存する HP-35 のユーザーはAC電源を使うか、バッテリーパックを自作して使っている。外部充電器もあり、バッテリーなしでも HP-35 本体を充電器に接続して使うこともできる。
1ビットのプロセッサチップセットで56ビットの浮動小数点数を処理し、14桁のBCDで数値を表現する。HP-35 は、四則演算や三角関数や指数関数の計算をたった767個の命令（7670ビット）で実現していた。

## 後継機種
HP-35 は一連の似たような形状の電卓製品群の最初の製品となった。
- HP-45: 出力形式の制御が可能（HP-35 では完全自動）など、様々な機能を追加。マニュアルには出ていないが、タイマー機能もある。タイマーはあまり正確ではなく、ストップウォッチとしては使えない。
- HP-65: プログラム可能で、プログラムは磁気カードに記録できる。
- HP-55: HP-65の廉価版。プログラムを外部に記録する機構がない。水晶振動子を使った正確なタイマー機能を持つ。
- HP-67: HP-65の機能強化版。
- HP-80、HP-70: 金融計算向け

その後、形状の異なる電卓も登場したが、操作感は似ている。HP-25 は HP-55 のようなプログラム電卓で磁気記録機能を持たない。HP-41C は、電源を切っても内容が失われないCMOSメモリを採用したプログラム電卓である。また、キー入力でも表示でもアルファベットを扱える最初の電卓であった。外部ポートを背面に4つ備え、RAMモジュール、ROMモジュール、HP-IL による周辺機器接続が可能であった。HP-IL は、HPIB/GPIB/IEEE 488バスをスケールダウンしたものである。